# 野田別天楼
野田別天楼（のだ べってんろう、1869年7月3日（明治2年5月24日） - 1944年（昭和19年）9月26日）は、俳人。
備前国邑久郡磯上村（現・岡山県瀬戸内市）出身。本名は要吉。1897年より正岡子規の指導を受け『ホトトギス』などに投句。教職にあり、報徳商業学校（現報徳学園中学校・高等学校）校長を務めた。京阪満月会では幹事を務める。松瀬青々の『倦鳥』の同人となり関西俳壇で活躍。1934年『足日木』を、1935年『雁来紅』(がんらいこう)を創刊、主宰した。俳諧史の研究で潁原退蔵と親交があった。

## 著書
- 『雁来紅 別天楼句集』野田要吉 1920
- 『野老（ところ）別天楼句集』雁来紅社 1941
- 『俳聖芭蕉』理想社 1944

### 編纂など
- 『丈艸集』編 雁来紅社 1923
- 内藤丈草『丈草集』編 雁来紅社 1923
- 『寒梅抄』編 寒梅社 1925
- 『蕉門珍書百種』全16編 開題 安井小洒校 蕉門珍書百種刊行会 1925
- 夏目成美『随斎諧話』校註 天青堂 古俳書文庫 1925
- 魯九編『幻の庵』校註 天青堂 古俳書文庫 1926
- 『丙寅句鈔』編 雁来紅社 1927
- 『丁卯句鈔』編 雁来紅社 1928
- 『戊辰句鈔』編 雁来紅社 1929
- 『己巳句鈔』編 雁来紅社 1930
- 『庚午句鈔』編 雁来紅社 1931
- 『辛未句鈔』編 雁来紅社 1932
- 『壬申句鈔』編 雁来紅社 1933
- 『癸酉句鈔』編 雁来紅社 1934
- 『甲戌句鈔』編 雁来紅社 1935
- 松本仙渓『仙渓遺集』編 松本政之輔 1935
- 『乙亥句鈔』編 雁来紅社 1936
- 『竜胆』編 雁来紅社 1938
- 『蓬莱』編 雁来紅社 1943
- 浮田寿子『松緑』編 浮田桂造 1943

## 注
1. ↑  現代日本人名録
2. ↑  20世紀日本人名事典